# Lei mi amò
Lei mi amò (scritto da Fortunato Zampaglione) è un singolo del gruppo musicale pop italiano Sugarfree, pubblicato nel 2011. 
Del brano viene realizzato anche un video musicale per la regia di Claudio Zagarini.

## Tracce
1. Lei mi amò – 3:44